# Одежда Древней Руси

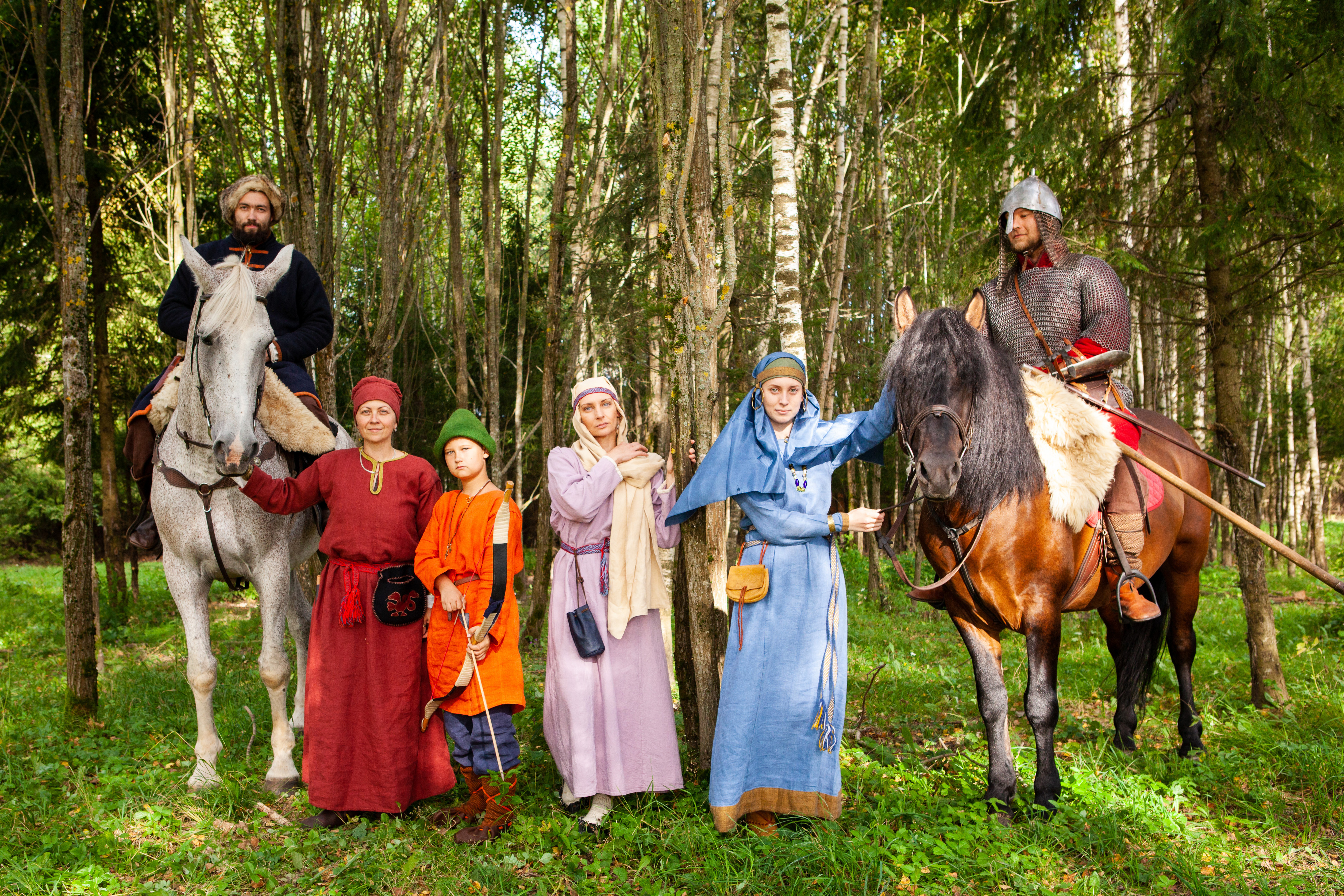
Стилизованная реконструкция одежды вятичей и жителей Новгорода XII—XIII веков, 2015 г.

Одежда в Древней Руси играла важную роль, прежде всего демонстрируя сословные, а ранее — межплеменные, различия. Комплекс древнерусской одежды является типичным для европейской одежды Раннего Средневековья.
Общее представление о древнерусской одежде нам дают изобразительные источники (фрески, мозаики, скульптурные барельефы на зданиях; миниатюры манускриптов и иконы), описания в документах и немногочисленные археологические находки (для X—XI вв. составляющие наибольший фонд источников древнерусского костюма). Наибольшее их количество происходит из Великого Новгорода, поскольку ввиду влажности тамошней почвы здесь в гораздо лучшем состоянии сохраняются такие недолговечные материалы, как кожа и дерево. Находки ткани носят по большей части фрагментарный характер, находки полных или почти полных тканых предметов одежды единичны. Стоит также отметить, что в неархеологических источниках встречается, как правило, одежда знати, в то время как одежда крестьянства фигурирует мало (в частности, немногочисленные изображения крестьян в иллюстрациях литературных источников встречаются в рисунках рукописей и прописных буквах; а в иконописи и некоторых миниатюрах житий святых — в качестве фоновых персонажей). Кроме того, стоит учитывать, что изобразительные источники отражают каноны православной церковной живописи, сложившиеся на протяжении столетий, и ввиду этого, там могут быть зафиксированы те или иные типы одежды, в реальности на момент создания того или иного произведения вышедшие из обихода. Таким образом, изобразительные источники не всегда могут служить основой для достоверной реконструкции одежды.
Несмотря на то, что единое Древнерусское государство перестало существовать в XII веке, а в XIII-м веке Русь была захвачена монголо-татарами, общий вид сохранялся, по всей видимости, и в XIV веке, а основные элементы с незначительными изменениями существовали вплоть до начала XX века, став основой русского традиционного костюма. На протяжении времени древнерусская одежда испытывала как восточное влияние (Волжская Булгария, степняки, Византия, Персия, Арабский халифат), так и западное (варяги, государства Западной Европы). Во время монгольского владычества преобладающим стало влияние Орды, и в результате этого русский костюм вплоть до его упразднения среди знати в ходе петровских реформ был насыщен восточными элементами (хотя также существовало и восточноевропейское влияние, главным образом польское и венгерское; оно приобрело особую интенсивность в XVII веке).
В данной статье рассматривается одежда населения Древней Руси в домонгольский период, а также во время ордынского владычества в XIII и XIV вв.

## История изучения
Одно из первых описаний одежды русов составил Ибн Фадлан: «они не носят ни курток, ни кафтанов, а лишь плащи (кисы), покрывающие один бок и оставляющие свободным другой».
Научное описание одежды средневековой Руси начало применяться в XIX веке: так, государственный деятель и историк Алексей Оленин в своём труде 1832 года «Опыт об одежде, оружии, нравах, обычаях и степени просвещения славян от времен Траяна и русских до нашествия татар. Период первый» уже приходит к выводу, что одежда домонгольских русичей была общеевропейского типа (в частности, по покрою, использовавшимся тканям и узорам, убранству и т. д.), но особенно была подвержена византийскому влиянию. Попытку анализа иллюстративного материала древнерусской одежды X—XIII вв. предпринял в конце XIX столетия С. С. Стрекалов в своём труде 1877 г. «Русские исторические одежды от X в. до XIII в.» Среди исследований того же периода необходимо отметить 4-х-томную монографию Василия Прохорова «Материалы по истории русских одежд и обстановки жизни народной» (1881—1884 гг.), 2-4 тома которой уже после смерти Василия издавал его сын, также приложивший немало усилий по составлению иллюстративного материала истории русской одежды. В свою очередь, сам Василий Прохоров в своём труде проводит параллели одежды русичей дохристианского периода с аналогичной у скифов. В 1896 году вышел труд историка и археолога Павла Савваитова «Описание старинных русских утварей, одежд, оружия, ратных доспехов и конского прибора, в азбучном порядке расположенное», в которых также, помимо всего прочего, рассматривается древнерусская одежда: в частности, описаны применявшихся для отдельных элементов костюма материалы и их названия, кроме того, описаны древнерусские украшения.
В начале XX века византийское влияние на древнерусский костюм впервые наиболее подробно изучил Никодим Кондаков, наглядно продемонстрировав византийское происхождение различных элементов древнерусской знатной одежды и задав дальнейшее изучение костюма знати Древней Руси (и шире других стран Восточной Европы). Идеи Кондакова развили множество византинистов и археологов, таких как Вячеслав Ржига, Маргарита Фехнер, и другие.

## Ткани
Одежда была преимущественно домотканой. В одежде применялись ткани естественного происхождения, как и растительного, так и животного.
В сельской местностей широко была распространена грубая шерсть, главным образом овчина. Находки из шерстяных тканей являются преобладающими на территории Новгорода. Также распространённой тканью был лён (как белёный, так и нет), а также грубое сукно. Среди грубых тканей было известно и вретище (др.-рус. вретище), по-видимому, этим термином обозначалась рогожа или мешковина. В городе была известна холстина. Были известны и меховые изделия, шедшие на оторочку головных уборов и на подкладку зимней одежды. В источниках упоминаются овчина, мех куницы, белки, горностая, выдры, бобра, соболя и лисицы.
Остальные ткани, использовавшиеся в Древней Руси, были импортными. Торговля тканями была одной из отраслей древнерусской экономики. На Русь из Византии и стран Востока импортировались дорогие ткани, такие как шёлк и аксамит (так, по русско-византийскому договору 944 года русский купец мог приобрести византийских паволок — шёлковых тканей на сумму не более 50 золотых номисм). Также из-за границы привозили более тонкое сукно, парчу из золотых нитей, златотканые ленты и лёгкие и тонкие ткани (впрочем, уже к X веку ремесленники крупных городов, судя по археологическим находкам из Рюрикова городища, могли освоить либо изготовление фольги для последующего изготовления металлических нитей, либо же пытались делать нити из привозной фольги), а из Руси эти ткани могли импортироваться и далее, например, в Скандинавию. Присутствие и характер отечественных и импортных тканей на Руси можно проиллюстрировать следующим образом: археологические находки шерстяных тканей в Новгороде являются по происхождению непосредственно сырья как и местными (являющимися преобладающими), так и импортными: сделанными из шерсти испанских мериносов, английских тонкорунных и толсторунных овец. До XIII века из импортных шерстяных тканей доминируют ткани из шерсти английских овец, вытканные в Англии же; в XIII столетии появляются и широко распространяются ткани из шерсти испанских овец, изготовленные во Фландрии (фламандские шерстяные ткани, изготовлявшиеся из испанской шерсти, в XIII веке считались наилучшим качеством и поставлялись практически во все страны Европы). Ввозили в Новгород также и фламандские сукна, известные в русских источниках под названием «ипских» (по названию города Ипр). В то же время в Киеве и Новгороде существовал промысел изготовления сукна, которое в том числе и экспортировалось. Пушной промысел и торговля пушниной (особенно ценными породами меха) и вовсе были одной из ключевых статей дохода Руси, сохранив этот статус и в Московской Руси, и в имперский период. Причиной, помимо высокой ценности пушных товаров, являлось то, что пушнина была объектом товарно-денежных отношений, в т. н. безмонетный период шкурки пушных зверей служили в качестве валюты для мелких расчётов.
Заграничные ткани, в частности, византийские, могли поступать на Русь не только в качестве импортируемого товара, но и в качестве подарков или дани. Ткани (и тому подобные вещи из органических материалов) были главным предметов импорта из Византии.
В тканых предметах использовалась вышивка, носившая не только декоративный, но и охранительный характер, поскольку, по представлениям русичей, она защищала от тёмных сил. Данное представление сохранится и в постмонгольской Руси и России имперского периода. 
Известные по археологическим находкам фрагменты ткани (в частности, из раскопок курганных погребений) к моменту обнаружения сильно потемнели, приобретя чёрный или тёмно-коричневый цвет, установление настоящего цвета той или иной ткани проводится при помощи микроскопирования. Самым любимым цветом был красный, поскольку он преобладает в находках. Также были известны белёные, чёрные, жёлтые, синие (известны находки мужской одежды, окрашенные в этот цвет красителем индиго) и зелёные ткани. Интерес представляет берестяная грамота №638, её автор, видимо, портной, описывает, что он собирается сшить для своего заказчика корзно и покрасить его в синий цвет.

## Мужская одежда

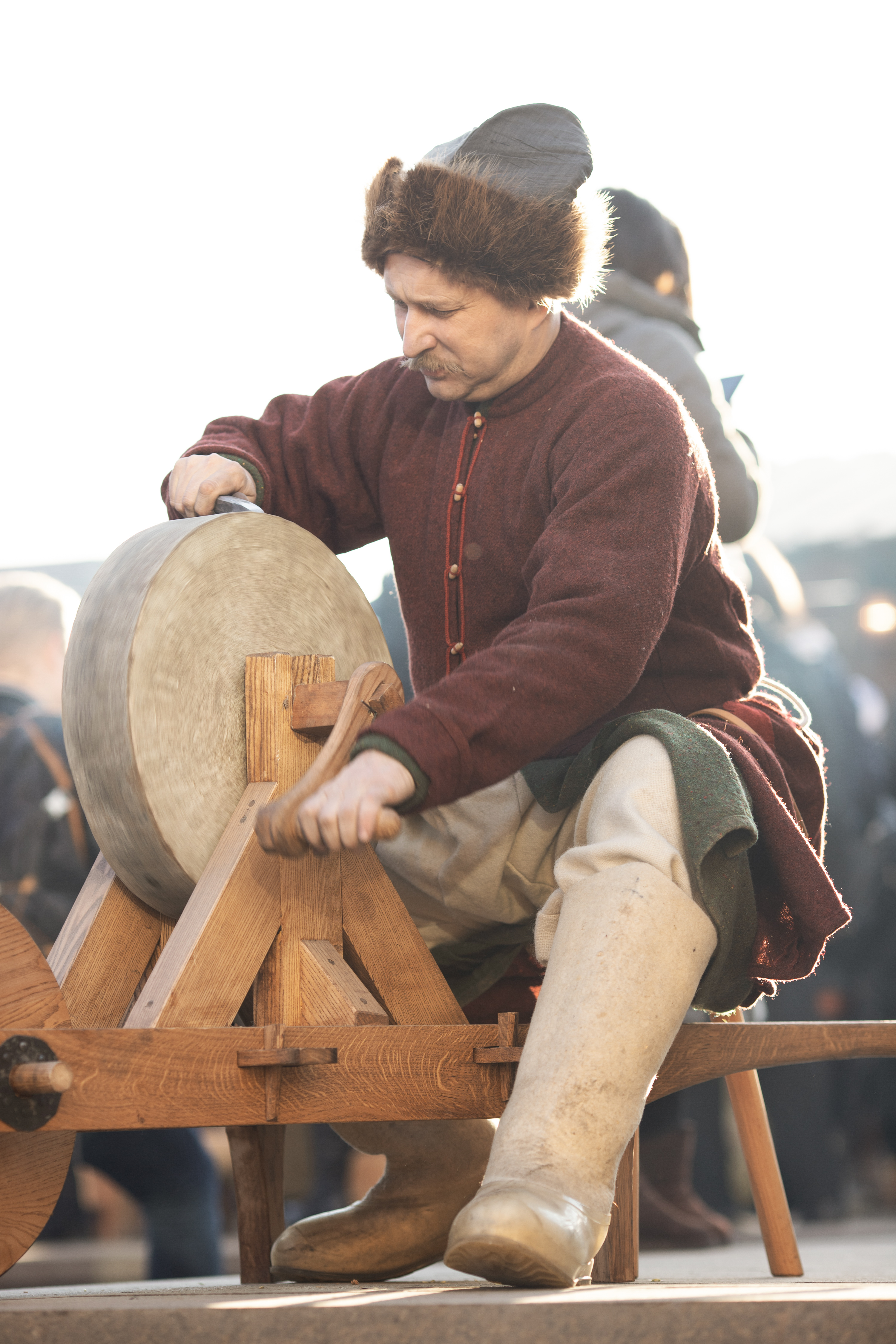
Участник объединения «Окрутники» в усреднённом облике древнего русича, Москва, Масленица 2020 г.

Рубаха (др.-рус. сорочица, срачица, новг. диал. сороцица) обладала глухим туникообразным покроем, доходила до колен или ниже. Вырез был прямым, ворот либо отсутствовал, либо был невысоким стоячим (с жёсткой основой из бересты или кожи), с застёжкой на одну-две пуговицы. Воротник вышивался цветными шёлковыми нитями и золотным шитьём, рубахи с воротником считались нарядными. По-видимому, также существовали и рубахи со скошенным воротом, известные по остаткам рубах в мужских погребениях Владимиро-Суздальского княжества и Новгородской земли, датирующихся концом XI-серединой XII вв. По предположению Бориса Куфтина, основным материалом изготовления рубах в XI—XII вв. служил лён. В отличие от периода Московской Руси, находок рубах (включая фрагментов) периода ордынского владычества и домонгольской Руси очень мало.
Нижним бельём, помимо рубахи, служили и длинные, до щиколоток, подштанники. 
Штаны (порты, гачи), по-видимому, по покрою не отличались от таковых в постмонгольском русском костюме. Штанины были неширокиим, из прямых полотнищ. Регулировались они на пояснице с помощью шнурка-гашника/гасника, завязывавшегося вокруг талии (в постмонгольских русских штанах шнур продевался в проём, кулиску, образовывавшийся подворотом верхнего края штанов). Стоит отметить, что обозначение «порты», применяемое ко штанам в постмонгольской русской этнографии, в рассматриваемый период имело другое значение — так обозначалась вся одежда в целом.
Верхняя одежда была по преимуществу шерстяной. Для изготовления верхней одежды на выделку овчина и козий мех. Поверх рубахи надевалась свита, по покрою она была схожа с верхней рубахой. Свита плотно облегала стан. По изобразительным источникам XIV века известны как и распашные, так и отрезные по талии и обладающие вырезом до середины груди. У свит, отрезных по талии, нижняя часть могла быть плиссированной. Второй тип известен по археологической находке из Изяславля (ныне Хмельницкая область Украины), датирующейся предыдущим, XIII столетием. Изяславский кафтан сшит тонкой шерсти, его отрезной верх на подкладке, ворот обшит каймой из более плотной ткани. Другой археологической находкой данного предмета одежды является предположительный фрагмент распашной свиты, обнаруженный в слоях XII—XIII в. на территории бывшего Окольного города Витебска. Известны находки остатков распашных свит/кафтанов и из погребальных сооружений в городище Гнёздово (Смоленская область): застёжка на бронзовые пуговицы грибовидной формы (находившиеся чаще всего на расстоянии 4-5 см, а порой и на расстоянии 1,5 см) в этих находках доходила до талии, на груди свита украшалась «разговорами» из узкой шёлковой тесьмы-галуна 36 см в длину, который иногда использовался и для отделки краёв рукавов (аналогичные находки известны и из шведского городища Бирка времён эпохи викингов). Вероятно, что распашные предметы одежды по своему происхождению азиатские — в раннем Средневековье на территории Северной Европы одежда, как правило, застёгивалась при помощи фибул (как правило, фибулами скреплялись края одежды, например, плащей или рубах). Однако вопрос, у какой этнической группы славянами были заимствованы распашные свиты, остаётся открытым. В постмонгольскую эпоху свиты как предмет верхней одежды (распашного покроя) сохранились прежде всего у украинцев и белорусов, у русских бытовали ограниченно (в южнорусских губерниях: Смоленской, Калужской, Курской, Орловской, и Рязанской, а также в Белозерском и Кирилловском уездах Новгородчины).
Одним из предметов верхней одежды служила сермяга, изготавливавшаяся из одноимённой ткани из грубой шерсти, носившаяся селянами и небогатыми горожанами. Так, в 1425 г. встречая в Галиче митрополита Фотия, князь Юрий Дмитриевич созвал «чернь» из ближайших городов и деревень, Фотий отметил, что «не видах столко народа в овчих шерстех», поскольку прибывшие «вси бо бяху в сермягах». Одежда из сермяги и сукна упоминается и в житии Сергия Радонежского: «…от сукна проста, иже от сермягы, от влас и от влны овчаа спрядено и исткано». Кроме того, данный предмет одежды имел название «вотола» или «волота». Так же называлась и грубая шерстяная ткань, из которой и изготовлялся этот предмет одежды. Данная лексема до сих пор сохранилась в некоторых русских диалектах. Из исторических источников данный термин, в частности, упоминается в письме митрополита Киприана псковскому духовенству, датируемом концом XIV века:

А мужи бы к святому причастью в волотах не приходили, но снимаа волоты: а на ком пригодится опашень или шуба, а они бы припоясывали.— После 1395 г. Его же псковскому духовенству с наставлениями о совершении различных священнодействий // РИБ : журнал. — СПб.: Тип. Императорской Академии Наук, 1880. — Т. 6. — С. 242.
Также волотой или вотолой называлась грубая ткань растительного происхождения (посконная или льняная), а также изготавливаемая из неё верхняя одежда в виде безрукавного плаща, накидывавшегося на плечи поверх свиты. В таком значении оба термина упоминаются в источниках X—XI вв. Из верхней одежды также были известны и кожухи — шубы с мехом вовнутрь; данный термин наиболее характерен в упоминаниях в документах XI—XIII вв., в то время как в постмонгольской Руси данное обозначение верхней меховой одежды (такой, как нагольная шуба) становится редким, гораздо менее употребительным. Кожух, по-видимому, являлся самой тёплой верхней одеждой. В письменных источниках отмечается, что кожухом также могли называть помимо одежды с рукавами типа шубы одежду типа накидки. Примером археологической находки, атрибутируемой как кожано-меховая одежда, является фрагмент, найденный в кургане №2 в могильнике близ деревни Плешково. Данная находка исходно располагалась в области груди погребённого, выходила кожей наружу, к искомому фрагменту пришита изготовленная из кожи воздушная петля. Таким образом, первоначально это могла быть одежда мехом вовнутрь распашного покроя, застёгивавшаяся на пуговицы и воздушные петли. Находки фрагментов верхней кожано-меховой одежды известны и на территории Беларуси.
Также были распространены плащи, в особенности среди знати. Плащ закреплялся на плече фибулой или пуговицей. Плащ-волота был долгополым, доходя до колен или икр, возможно обладал капюшоном; у крестьян завязывался шнурком. Из разновидностей плащей была известна епанча. Самым распространённым названием плаща, чаще всего встречающимся в письменных источниках был «мятль», «мятель». Стоимость такого плаща, судя по берестяной грамоте №776, составляла полгрвины; а судя по грамоте №765 (где некий Данила просит своего брата Игната среди всего прочего дать мятель красно-коричневого (др.-рус. рудаво) цвета, поскольку сам Данила ходит, как он сам описывает, практически без одежды (др.-рус. хожю ти наго ни мѧт[л]ѧ ни иого цого)), мятель служил признаком состоятельного мужчины, без которого выходить на улицу было неприлично. Во время траура надевали чёрные мятли (что описывается в Ипатьевской летописи под 1152 год: после смерти галицкого князя Владимира Володаревича его придворные носили мятли чёрного цвета). Мятли могли носить и при верховой езде. Обозначение данного вида плаща было заимствовано из нижненемецкого языка, что может наводить на мысль о том, что мятль не был исключительно восточнославянским предметом одежды (в частности, в средневековой Западной Европе в период X-XV вв. среди множества типов плащей бытовал мантель — плащ полукруглой формы, слегка накидывавшийся на плечи, спускаясь на спину и державшийся на плечах с помощью ленты или шёлкового шнура, придерживавшегося рукой или цеплявшегося за застёжку-аграф; мантель был церемониальной и праздничной одеждой западноевропейской знати). В источниках XII-XIII вв. отмечается такая разновидность плаща/накидки, как луда. Чаще всего отмечается, что это богато украшенный предмет одежды. В XIV веке плащ из войлока обозначался термином «япкыт» (что известно по «Повести о Михаиле Тверском» и новгородской берестяной грамоте №138), заимствованным из тюркских языков.
Распространённым головным убором являлись шапки и колпаки с тканой тульей и меховой опушкой (или же с меховой подкладкой). По-видимому, самой древней по форме и происхождению является шапка с низкой округлой тульей из четырёх клиньев («четырёхклинка» на сленге реконструкторов). Также довольно древними являются и изображения подобных головных уборов: первые изображения князей в шапках со сферической тульей и мехом датируются XI в. Знатные, богатые мужчины могли позволить себе шапки, подбитые дорогим мехом. Также шапки подобной формы присутствуют на скульптурных изображениях на идолах дохристианского времени. Известна археологическая находка валяного из войлока колпака с отворотами из территории крепости Орешек, найденная в слоях XV века. Конструктивно она схожа с шапками москвитян XVI—XVII вв., как их изображали иностранцы. Также в слоях XIII века в Новгороде был найден войлочный колпак высотой 20,5 см. Находка начала XIV-го века из Новгорода, сделанная из сосновых корней и напоминающая плетёную шляпу с плоским верхом и неширокими полями, первоначально (в 1960-е годы) атрибутировалась именно как шляпа. Однако после дальнейших исследований было выяснено, что данный предмет на самом деле, вероятно, является крышкой от сосуда. Тем не менее, наличие плетёных шляп (включая соломенные, брыли) в Древней Руси нельзя исключать. Таким образом, мужские головные уборы были разнообразны: шапки, как и валяные, так и меховые, и (вероятно) соломенные шляпы.
О полном комплекте одежды мужчины-горожанина можно судить по новгородской берестяной грамоте № 141 (датируемой последней третью XIII в.): некий Гришка заложил неким Сидору, Тадую и Ладопге (по другой интерпретации — Тадую по прозвищу Ладопга) кожух, свиту, рубаху, шапку и сапоги; другой мужчина, по имени Коста, заложил им же свиту, рубаху и тоболы (сумки).

## Женская одежда

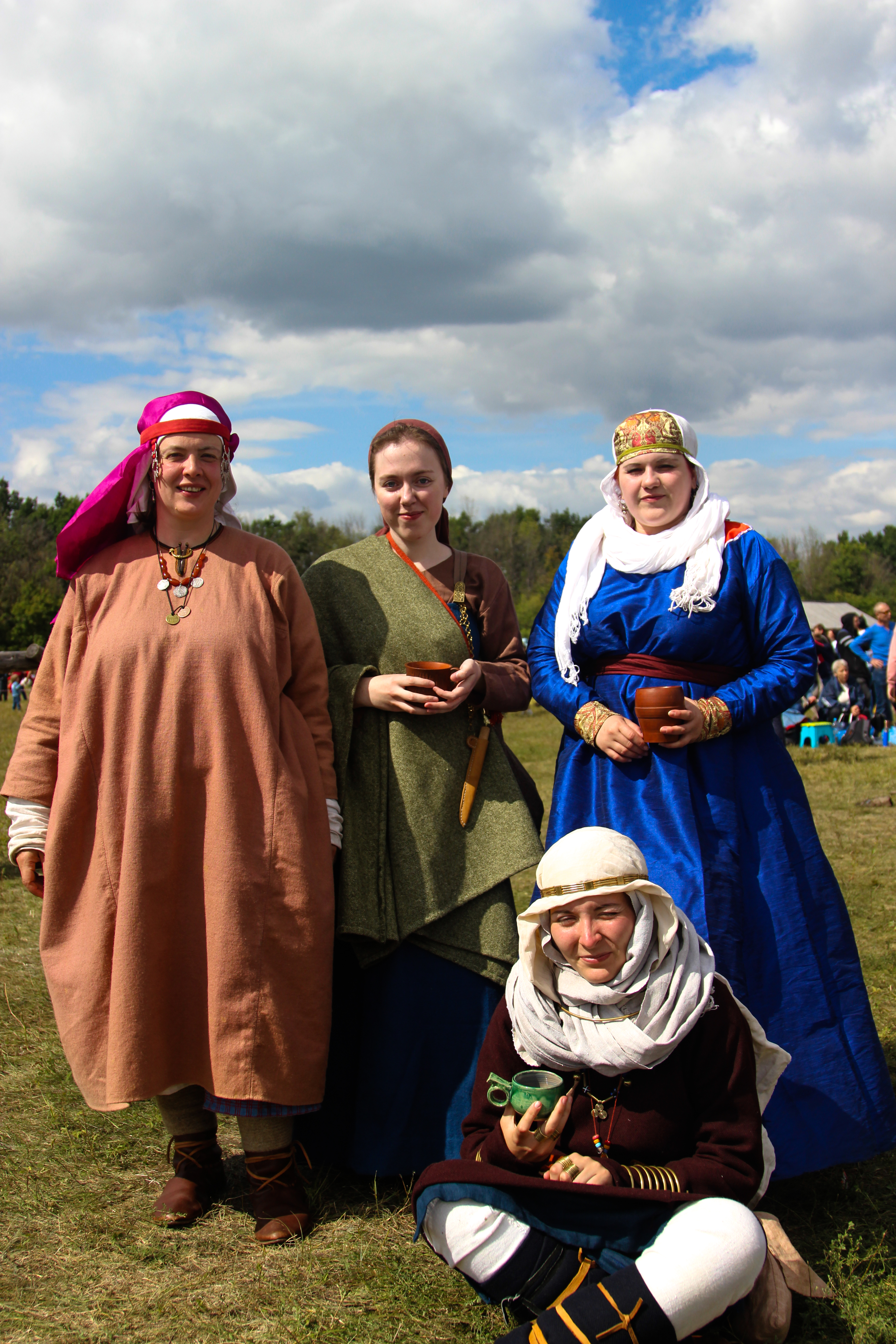
Стилизованная реконструкция древнерусской женской одежды

Как и мужская рубаха, женская служила нательным бельём и по покрою была сходна с мужской. Поясное нижнее бельё наподобие мужских подштанников, у женщин отсутствовало, как и по всей Европе; окончательно войдя в быт среди русских крестьянок только после революции 1917 года.
Поверх рубахи, вероятно, надевалась поясная одежда из одного или нескольких сшитых кусков ткани. Аналогами в постмонгольской восточнославянской этнографии является украинская плахта и южнорусская понёва (современное название понёвы впервые фиксируется в XVI в., до этого, начиная с XI в. под термином «панёва» обозначался определённый род ткани). Известны находки клетчатой ткани в женских погребениях, сосредоточенных ниже пояса (в частностей, из женских курганов X—XIII вв. (сама практика курганных погребений во многих местах существовала до XIV веков) на территории современных Московской, Владимирской, Калужской и Смоленской областей), что позволяет предположить, что данные находки являются остатками поясной одежды. Любопытно, что более поздние плахты и понёвы также изготовлялись из клетчатых тканей; более того, характер узора у русских понёв варьировался в зависимости от места, и по нему было возможно определить происхождение носительницы. Межрегиональные межплеменные различия в цвете понёв также вполне реконструируемы по археологическим находкам. Так, согласно археологическим данным, среди вятичей понёвы предпочитали изготовляться из тканей в синюю клетку, а у радимичей — в красную; находка фрагмента понёвы из Москвы по фактуре представляет собой жёлто-зелёную клетку на красном фоне. Стоит отметить, что остатки подобной одежды обнаруживаются в погребениях замужних женщин и девушек-невест, а в погребениях девочек они отсутствуют. Уже в позднейшее время, в XIX—XX веках, понёва служила маркером просватанной девушки и замужней женщины, процесс первого одевания понёвы на девушку был ритуализированным, носил характер своего рода инициации. Предположительно, такая ситуация была и в описываемый период.
Верхняя женская одежда, по-видимому, не отличалась от мужской, что также заметно и в современном русском народном костюме. В частности, женщины, видимо, также носили шубы-кожухи, на что указывает упоминания кожуха в описях женской одежды, а также в берестяной грамоте № 381 («кожух чермничный женский»).

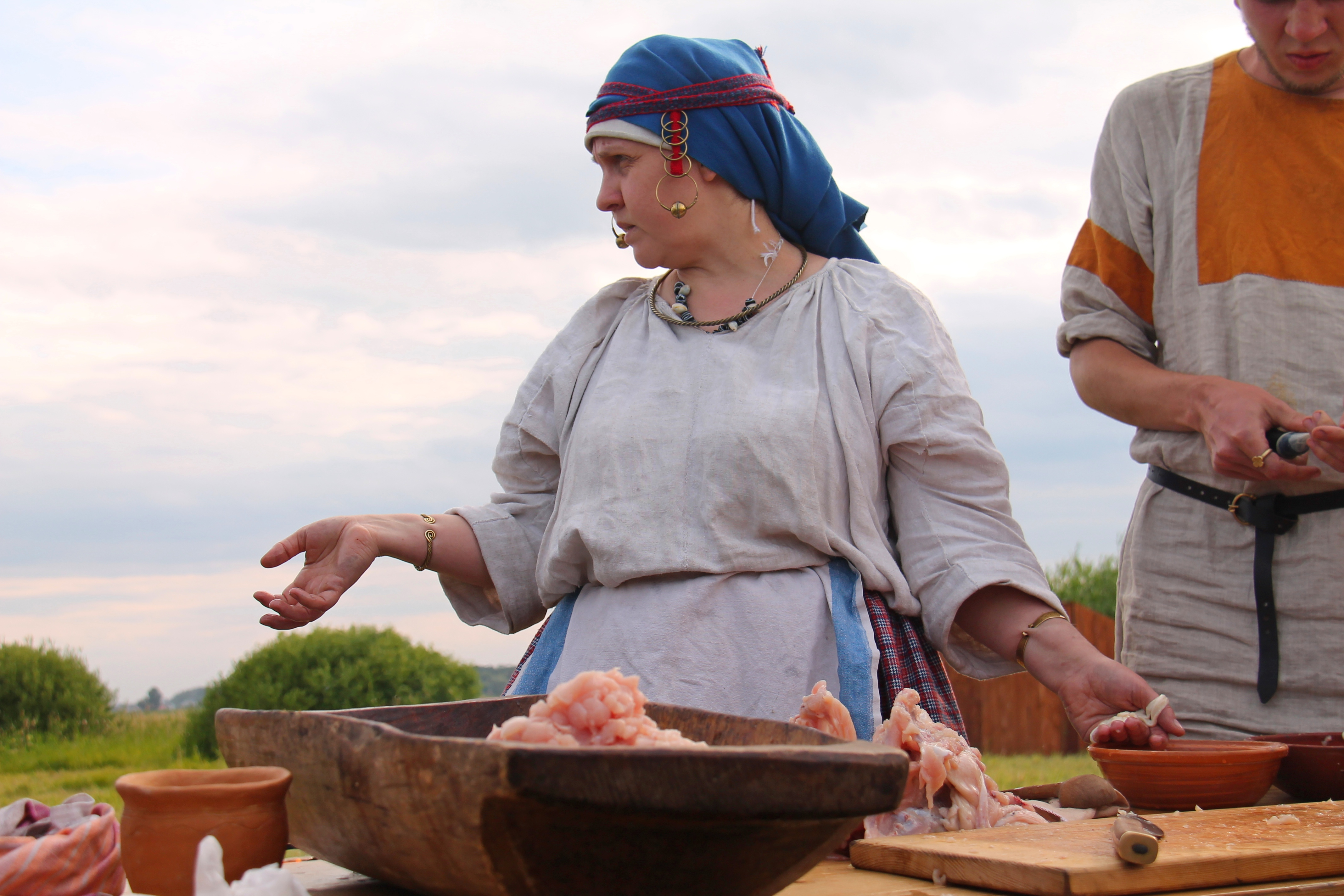
Реконструкция женской одежды вятичей, обратите внимание на височные кольца

Основным головным убором, по-видимому, обязательным у замужних женщин, служил убрус (намётка) — большой плат в виде полотенца, наматывавшийся на голову. Длинный белый кусок ткани обвивался таким образом, что полностью скрывал волосы носительницы, а его концы спускались на плечи или на грудь. Предполагается и другая реконструкция ношения убруса — простое набрасывание на голову и удержание на голове очельем. Подобный полотенчатый головной убор, судя по археологическим находкам, изготовлялся из шерстяных и полушерстяных тканей; посконины; шёлка (в частности, известны находки фрагментов фат XII—XIII вв. из красного, ярко-розового прозрачного шёлка, украшенного тканым узором, золотным шитьём). Известны находки платов, расшитых бисером, бляшками, трапецевидными подвесками (в частности, по находкам из Подмосковья, Смоленщины и Вологодской области). Стоит отметить, что термин «убрус» для обозначения подобного полотенчатого головного убора фиксируется лишь с XVII века, также в XVI—XVII столетиях для его обозначения используется термин «шлык». Очевидно, что такие головные уборы носились женщинами и в Московской Руси, а с XVIII века убрус постепенно выходят из употребления, в XIX—XX веках будучи практически вытесненным платком. На территории Северо-Западной Руси нередки археологические находки наплечных платов из шерстяных тканей наподобие латышских виллайне. Также среди женщин бытовали и сложные головные уборы из множества деталей (составные и шитые). Довольно рано появляется подубрусник (уже с XIII века известный под названием «повойник», получившим распространение в постмонгольскую эпоху; а с XII—XIII в. также известен термин «повой», хотя им назывался полотенчатый головной убор) — небольшая, облегающая голову мягкая тканая шапочка-чепец, поверх которой и наматывался убрус. Во времена Московской Руси и постпетровской России повойник оставался тем же, что и в Средневековья, сохраняя функцию нижнего головного убора. Знатные девушки и женщины могли носить меховые шапки, данная практика бытовала и во времена Московской Руси (тогда носили и горожанки и крестьянки, у знатных женщин шапки украшались драгоценными камнями, золотной вышивкой и жемчужными шнурами), но к началу XIX века шапка как женский и девичий головной убор был известен лишь в Сибири, некоторых северорусских деревнях и у донских казачек. Кроме того, были известны и головные уборы ленточной конструкции. Примером может послужить венчик, представлявший собой полосу из металла или ткани с вышивкой нитью или из стеклянных бус. Венчик охватывал голову и скреплялся или повязывался на затылке. Под этот тип подпадают известные по находкам налобные венчики — серебряные пластины с завитками на конце — налобные венчики, и орнаментированные пластины, воспроизводящие форму человеческого уха — наушники. Кроме того, не исключено, что в древней Руси были известны головные уборы, отдалённо напоминавшие более поздние кокошники.

## Обувь

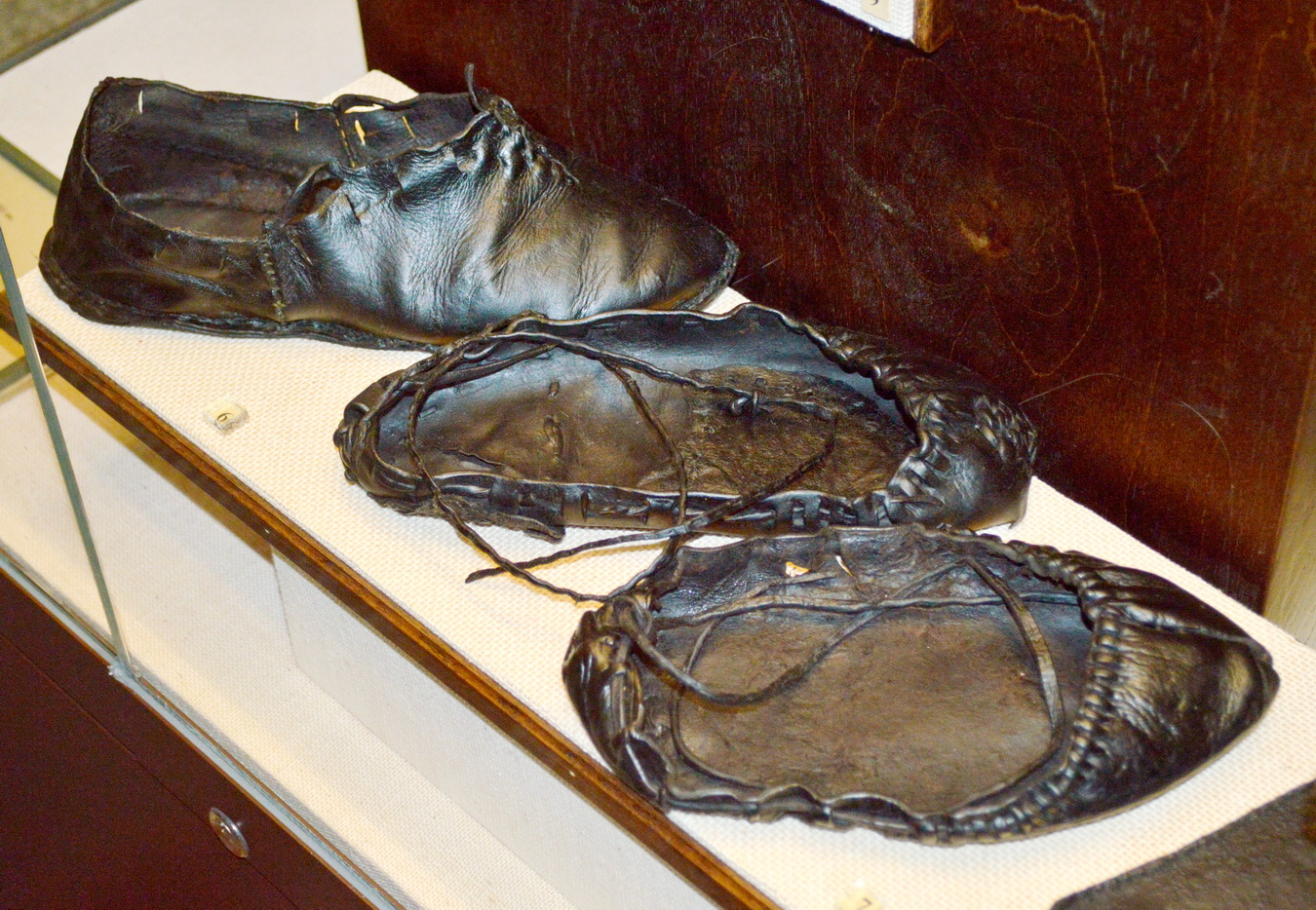
Находки обуви XII—XIII вв. из Новгорода, сверху вниз: туфля и пара поршней

Под обувь повязывали онучи или надевали чулки, ноговицы, которые у мужчин надевались поверх нижнего края штанин. Предположительно, шерстяные носки назывались др.-рус. копытьце. По-видимому, ноговицы были атрибутом гардероба знати.
Широко была распространена кожаная обувь. Были известны как и сапоги, так и невысокие башмаки (известные, помимо Руси, в Византии и Западной Европе), так и поршни, изготовлявшиеся из одного куска кожи. В подавляющем большинстве подошва была мягкой. На рубеже XIII—XIV веков распространяется обувь жёсткой конструкции с толстой однослойной подошвой, поднарядом и жёстким задником. Промежуточные формы представляли собой обувь с задником, дублировавшимся тонкой кожаной подкладкой, впоследствии заменившейся собственно задником из луба. К XV веку, судя по находкам из этого археологического слоя в Новгороде, низкая мягкая обувь окончательно выходит из употребления, и самым распространённым видом кожаной обуви становятся сапоги.
Одной из самых простых по конструкции и одновременно самых архаичных видов обуви, известных в древней Руси, были т. н. поршни (постолы). Они представляли собой закрывающие стопу башмаки, изготовлявшиеся из одного куска кожи, и стягивавшиеся с помощью кожаной полоски, продетой через ряд отверстий. В письменных источниках простейшая обувь называется др.-рус. прабошни черевьи или др.-рус. черевья, что указывает на то, что поршни изготавливались их участков кожи на чреве животного. Конструктивно, на основе археологических материалов выделяются три вида бытовавших в Древней Руси поршней: простые, ажурные (украшавшиеся рядами параллельных прорезей на головке, через которые, переплетаясь, в центре проходила полоска кожи, стягивавшая края головки; внешне отдалённо напоминали сандалии) и составные (отдалённо внешне напоминали мокасины; изготовлялись из двух кусков кожи). Поршни первых двух типов изготовлялись из кожи толщиной 2-2,5 см, а составные — из более толстой и плотной кожи. Поршни были также известны и в Московской Руси, однако в имперскую эпоху они всё больше выходили из употребления. К рубежу XIX—XX веков поршни носили в основном в некоторых губерниях северо-запада России (местами также и в Поволжье и южнорусских губерниях), да и то, как рабочую обувь во время полевых работ.
Сапоги с высокими голенищами, закрывающими голень, закрепились у русичей ещё в конце дохристианского периода. В отличие от поршней и туфель у сапог были более жёсткая подошва и твёрдая задинка. Голенища изготовлялись чаще всего из двух половин, соединявшихся по бокам тачным или вывороточным швом, кверху голенища расширялись. У находок сапог в Новгороде небольшая — 17-22 см (иногда 25-27 см). Каблуки на сапогах отсутствовали, они, судя по находкам в Новгороде, появляются лишь в XIV веке (каблуки были наборные, изготовлялись из кожи и железных скобок), и распространяются уже в эпоху Московской Руси — в XV—XVI вв. они становятся самым распространённым видом обуви. Сапоги могли оторачиваться тканью поверх кожи, на них могла присутствовать вышивка ткаными нитями и жемчугом. В Новгороде в XI—XII веках бытовали сапоги с голенищами-вытяжками. Ввиду сложности покроя и недолговечности такой вид сапог не получил широкого распространения. Помимо сапог с высокими голенищами существовали сапоги с низкими, доходившие до середины голени, для их описания С. А. Изюмовой был введён термин «полусапожки», в самой Древней Руси не использовавшийся. Они как и застёгивались, так и зашнуровывались. Полусапожки, в частности, были известны в Новгороде и Твери в XIII-м и первой половине XIV века.

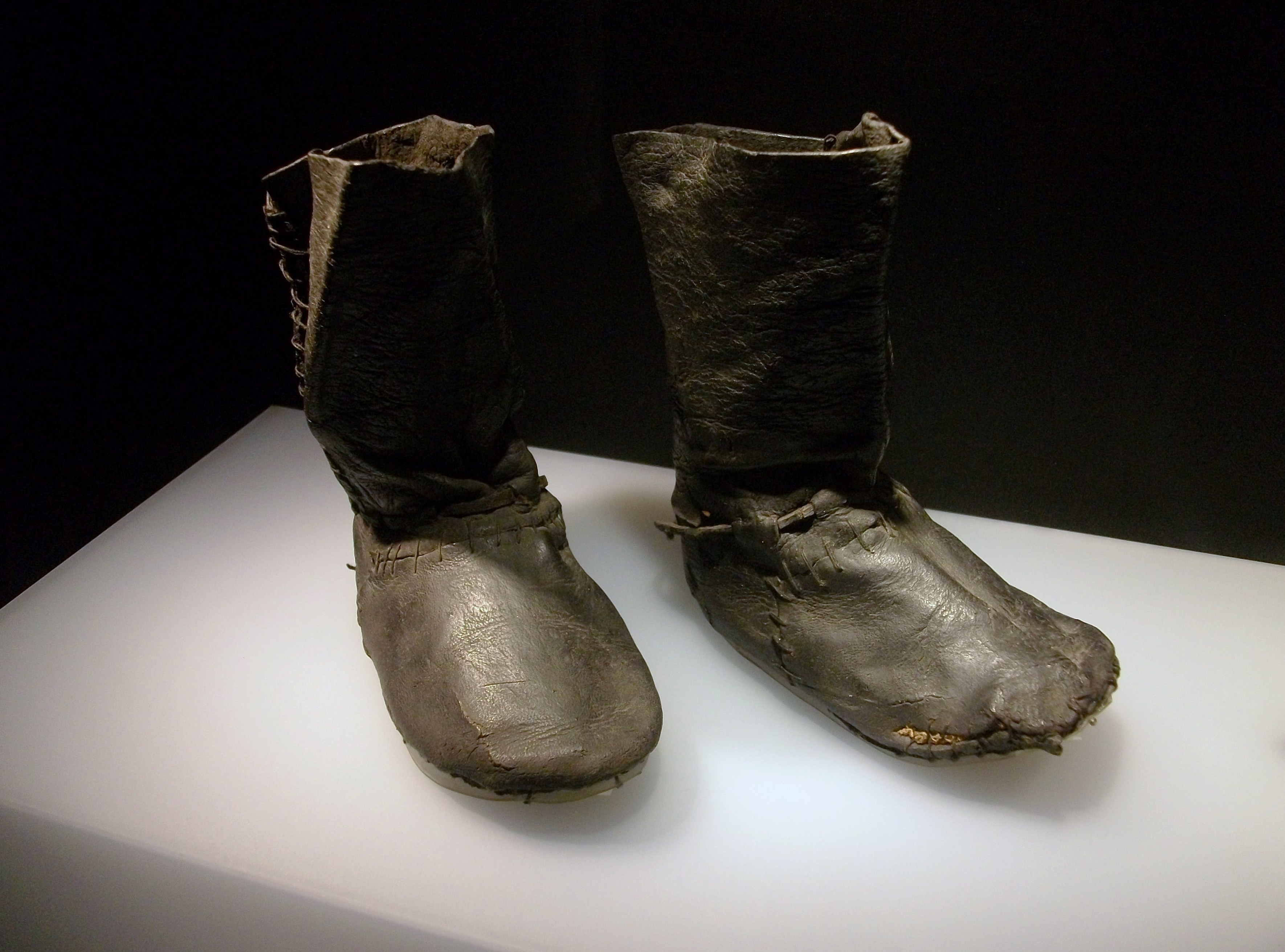
Детские сапожки, XI—XII вв., Псков. Из собрания Эрмитажа

Туфли отличались свободной конструкцией. Вокруг щиколотки у большинства обнаруженных образцов через вертикальные отверстия продевалась кожаная ленточка-ремешок, завязывавшаяся спереди, на подъёме. Туфли изготавливались из гладкой кожи (на них шла три-четыре куска кожи), могли украшаться тиснением, вышивкой (в Новгороде больше всего вышивали шёлковыми и шерстяными нитями). На ажурные туфли шла мягкая, более тонкая кожа. Орнаментация на туфлях, как правило, располагалась в центре головки. Известен ряд находок туфель и башмаков, украшенных перфорацией.
В Новгороде был известен фасон кожаной обуви с мягкой однослойной подошвой, крепившийся к ноге с помощью ремешка, продевавшегося в ряд прорезей под отворотами берцев. Такая обувь обладал длинным заострённым концом, и известна из слоёв середины-конца XII века. Узконосые мягкие кожаные туфли также известны и по находкам из Старой Ладоги, и датируются VII—XI вв.
Начиная с XIII века, в связи с, на Руси была известна т. н. «покойницкая» обувь, которая была частью целого комплекса погребальной одежды, состоявшей из новой, неношеной. Примером такой обуви могут послужить кожаные туфли, обнаруженные в ходе раскопок 2017 года в Георгиевском соборе Юрьева монастыря в Великом Новгороде или из погребений Мартирьевской паперти новгородского Софийского собора. Аналогичные туфли, помимо Новгорода, также известны из находок в Москве, Старой Рязани, Серпухове и других русских городах. Они изготовлены из одного куска кожи с неглубокими вырезами в носочной и пяточной части или из двух кусков кожи, сшитых по оси подошвы. Первый вид покойницких туфель являлся более распространённым. Покойницкие туфли из одного куска кожи могли скрепляться перемёточным швом, проходившим по краям подошвы. Покойницкая обувь, в отличие от бытовой, шилась из тонкой кожи, и не обладала никакими креплениями на ноге. Ввиду неприспособленности для повседневного ношения (из-за чего на ней отсутствуют следы носки) эта обувь несла сакральный смысл, также она должна была демонстрировать зеркальность потустороннего мира к реальному. Помимо археологических находок, покойницкая обувь и её использование зафиксированы и в письменных источниках. Практика изготовления и использования «покойницкой» обуви, судя по исчезновению археологических находок и отсутствию свидетельств иностранцев, прекращается в XVII веке, при том что понятие специальной погребальной одежды сохраняется и позднее. Тем не менее, рудименты данной практики известны и в XVIII веке: так, в русских женских погребениях середины данного столетия на кладбище у стен Троицкого собора Енисейска на покойницах одеты туфельки-мюли без задника (в то время, как в женских погребениях представительниц коренных народов — в поношенных уледях, традиционной обуви народов Сибири и Приморья).
Сельское население, вероятно, носило лапти (др.-рус. лапътъ, лычакъ, лычъница). Первые упоминания данного слова в современном виде датируются XVI веком, в частности, они перечисляются среди товаров в «Таможенной откупной грамоте крестьянину Михалку Осипову с товарищами» от 9 августа 1596 года. Тем же веком датируются древнейшие археологические находки (также известны находки лаптей в слоях XVII-го века; так, лапти были найдены при раскопках Мангазеи). Однако производное от него слово, «лапотники», встречается в «Повести временных лет» в записи за 985 год, во время похода Добрыни и Владимира Святославича на Волжскую Булгарию:

Рече Добрыня Володимеру: съглядахъ колодникъ оже суть вси в сапозѣхъ; симъ дани намъ не даяти, поидемъ искать лапотниковъ.— Лаврентьевская летопись, стр. 84
Из вышеприведённого фрагмента явно следует, что лапти были обувью бедняцкой, преимущественно крестьянской, соответственно, горожане предпочитали кожаную обувь (что косвенно, подтверждается тем, что в ранних археологических слоях древнерусских городов они практически неизвестны; одной из немногочисленных находок является лапоть из слоёв XV в. в Новгороде). Кроме того, лапти встречаются и на некоторых изобразительных источниках, например, на иллюстрации из жития Сергия Радонежского списка XV века, изображающей святого за пахотой, и обутого в лапти. В связи с этим, можно также предположить, что лапти могли быть и рабочей обувью; уже позднее северорусские крестьяне, в отличие от крестьян юга России и средней полосы, надевали лапти на покос, жатву и во время лесных работ.
Следовательно, можно предположить, что и в домонгольской Руси лапти были известны, но более широкое распространение они получили уже в Московской Руси. Стоит отметить, что границы прохождения различных региональных способов плетения лаптей (зафиксированные позднее у восточнославянских народов) совпадают с предположительными границами восточнославянских племён. Так, с территорией вятичей примерно совпадает распространение московского типа лаптей косого плетения; несколько шире территории радимичей — белорусский тип лаптя прямого плетения; а на Новгородчине преобладают находки лаптей также косого плетения, но с низкими бортами.

## Аксессуары

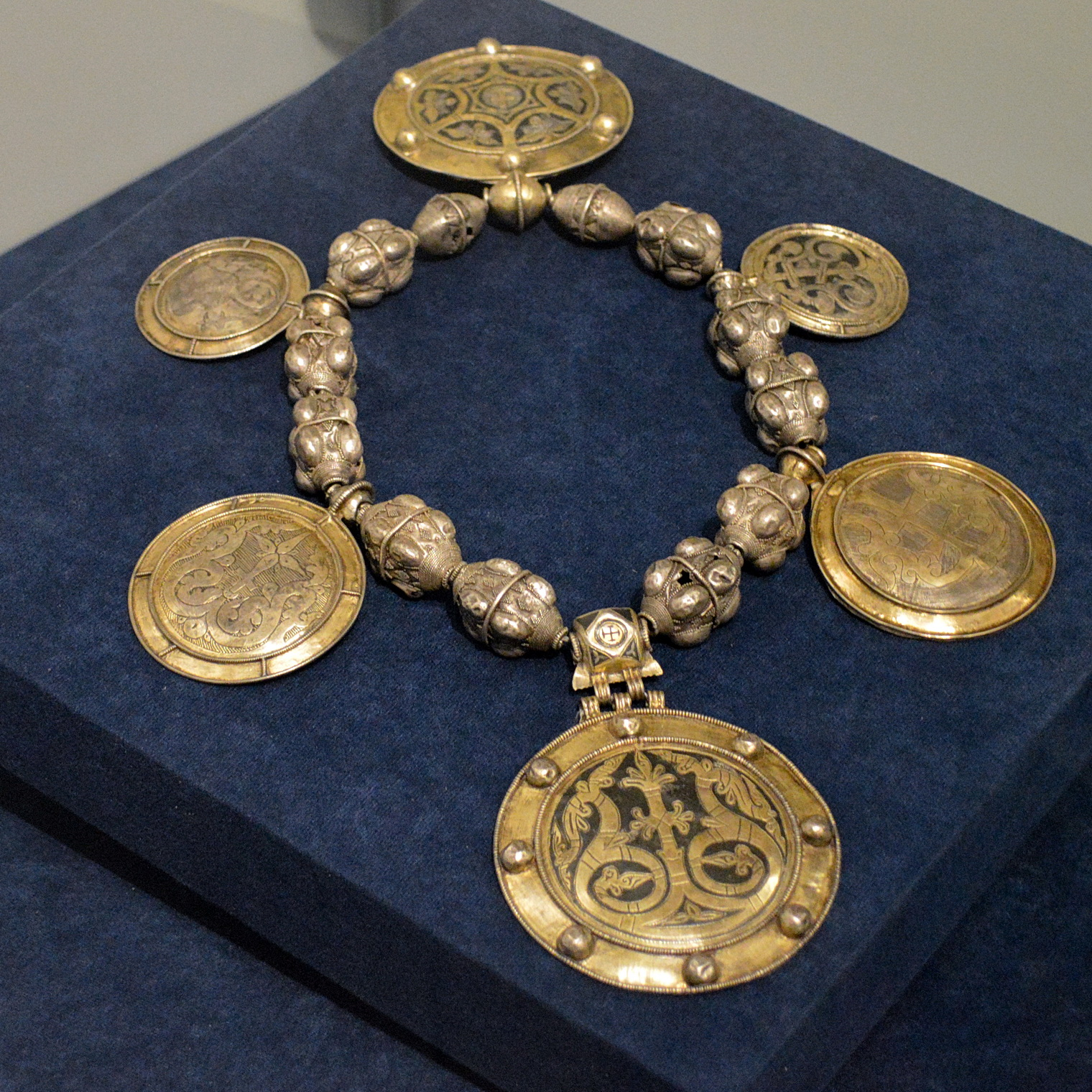
Серебряное золочёное оплечье, XII—XIII вв., Суздаль. Из собрания ГИМ

Широко были распространены металлические украшения. Материалами служили серебро, бронза, реже — золото.
Одним из самых распространённых женских украшений являются т. н. «височные кольца», по видимому, вплетавшиеся в косы, пряди волос, спущенные на уши или прикреплявшиеся к девичьему головному убору. Поскольку даже девочек могли хоронить с височными кольцами, не исключено, что височные кольца могли быть праздничным или свадебным головным убором. В зависимости от определённого восточнославянского племени существовал свой вид височных колец. Так, височные кольца вятичей представляли собой семилопастные пластины. Среди племени вятичей и их потомков традиция ношения височных колец сохранялась до XIV века. Поздние височные кольца вятичей обладали множеством прорезей, что придавало им ажурный, узорчатый наподобие кружев, облик.
Другое древнерусское металлическое украшение — лунница, подвеска в виде полумесяца рогами вниз. В Древней Руси лунницы бытовали с XI по начало XIV века. Из характерных украшений также можно отметить подвеску-колт, украшавшуюся изображениями святых или птиц, выполненными эмалью, сканью.
Среди шейных украшений были известны шейные гривны, мониста, привески и т. д. Самым распространённым женским украшением были ожерелья из бус и округлой формы в виде розеток, шариков и цилиндриков. Мониста зачастую состояли из стеклянных бус различной формы и цветов: красного, тёмно-синего или же прозрачных. Нередко в ожерельях использовались бусы из глинистой или каменистой пасты, отличавшиеся большим разнообразием цветовой палитры и форм и бывшие крупного размера. Гривны изготовлялись из гладкой и толстой проволоки или выковывались на несколько граней. Внешне они имели вид неспаянного обруча. Кроме того, носили цепочки из металлических колец.
Реже на Руси женщины носили фибулы, закрепляя их на одежде в районе груди или плеч. На пальцах носили кольца и перстни, руки украшались браслетами.
Непременным атрибутом был кожаный кошель, где, помимо денег, также хранились и другие мелкие вещи. Таким образом, кошельки играли роль отсутствовавших в древнерусской одежде карманов. Конструктивно они представляли собой небольшой кожаный мешочек с круглым низом, затягивавшийся сверху на кожаный ремешок, продевавшуюся через ряд прорезей. В Новгороде большинство кошельков изготавливалось из двух кусков кожи, хотя для вышеупомянутых круглых кошельков (датируемых XII—XV вв.) хватало и одного куска. Соединялись детали кошелька тачным или вывороточным швом. Подкладка кошелька была тканевой. Также известны и находки кошельков прямоугольной формы, датируемые X—XIII вв., помимо формы, их отличительным признаком служил клапан, изготавливавшийся из одного из двух кусков кожи и бывшего более длинным. Впрочем, клапан мог шиться и из отдельного куска и пришиваться, либо прикрепляться с помощью ремешка. Как и обувь, кошельки могли украшаться вышивкой (например, на находке кошелька пирамидальной формы, датирующимся XV в. присутствует ажурное тиснение в виде завитков), притом использовавшиеся приёмы изготовления и отделки были идентичными.
Также были известны и перчатки, однако по другой версии, в России они появились лишь в XVI веке.

## Причёски
По-видимому, распространёнными мужскими причёсками были стрижка под горшок и каре. Они были известны у восточных славян и после монгольского владычества, у русских, к примеру, они носили названия «под кружок», «в скобу», «под скобку», «под калитку», «в кружало». Был известен и древним русичам и чуб — копна длинных волос на бритой голове, очевидно заимствованный у кочевых народов (так, тюркоязычные кочевники носили чуб-айдар); Любор Нидерле в своём фундаментальном труде «Славянские древности» упоминает, в частности, о заимствовании чубов жителями Великой Моравии у древних мадьяров. По-видимому, в дохристианской Руси чуб мог служить отличительным признаком дружинника. Именно чуб, согласно описанию византийского историка Льва Диакона носил Святослав Игоревич: «Голова у него была совершенно голая, но с одной стороны её свисал клок волос — признак знатности рода». Однако, по мнению византинистов Михаила Сюзюмова и Сергея Иванова описание Святослава может быть заимствованием из описания Аттилы, сделанного римским историком Приском, что соотносится с особенностью стиля Диакона подражать более древним, античным летописцам. После крещения Руси чуб, по-видимому, исчез. Однако уже в постмонгольскую эпоху, будучи, опять же, заимствованным у степняков, стал отличительной причёской запорожского казачества.
На лице мужчины-русичи носили длинные усы, а также бороды. После крещения Руси, под влиянием византийской моды и христианской морали бороды, вероятно, стали доминировать. По-видимому, борода являлась признаком мужского достоинства. Так, в кратком варианте «Русской Правды» статья 8 предусматривает за нанесение ущерба бороды и усов виру (штраф) в 12 гривен (что характерно, штраф за отрубание пальца в 4 раза меньше), а статья 57 «пространного» варианта «Русской Правды», уточняет, что штраф в 12 гривен назначается в случае наличия следов повреждения бороды и свидетелей этого преступления. Если свидетели отсутствуют, то обвинение и штраф снимаются. В статье 31 устава князя Ярослава Владимировича о церковных судах указано, что за пострижение бороды или волос на голове полагается штраф в 30 гривен в пользу митрополита, а «князь казнить» (значение данной фразы доподлинно не установлено, по одной версии, это значит, что князь имел право назначить дополнительное наказание по своему усмотрению, что противоречит категорическому запрету вмешиваться в подведомственные церковному суду дела, содержащемуся в статье 55; а по другой — здесь речь идёт об обязанности взыскания штрафа в пользу церкви князем и его слугами). Из изображений незнатных интересно вероятное автопортретное изображение скульптора Аврама, запечатлённое на т. н. Магдебургских вратах Софийского собора в Новгороде, создававшиеся либо реставрировавшиеся при его участии: мастер изобразил себя подстриженным под горшок и с небольшой округлой бородой.
На изобразительных источниках изображены как и бородатые мужчины, так и мужчины с усами без бород, так и мужчины без растительности на лице. Так, на печатях и монетах Владимира Святославича князь изображён с длинными усами без бород, также безбородым и усатым изображён Святослав Ярославич на титульном листе своего «Изборника». На найденной в 1994 году на Троицком раскопе Новгорода печати Ярослава Мудрого сам Ярослав изображён в возрасте около 30 лет (печать найдена в слоях первой четверти XI века и предположительно датируется 1019 г. с длинными, торчащими усами и без бороды.  Однако на двух вислых печатях, от одной пары матриц, найденных на Украине осенью 2014 года (первый экземпляр был обнаружен в Чернухинском районе Полтавской области), и хранящихся в частной коллекции там же, Ярослав Мудрый предстаёт бородатым, с теми же торчащими усами. Также бородой обладает Святополк Окаянный на своей печати, найденный в Вышгороде (Киевщина) в 1937 году. Бородой обладает новгородский князь Ярослав Владимирович, ктитор храма Спаса на Нередице (деревня Спас-Нередицы Новгородской области), изображённый на фреске этого же храма.
В XIV—XV вв. в Новгородской земле в моде было плетение кос у мужчин, притом не исключено, что косы плелись не только из волос на голове, но и из бороды. Подобная практика запечатлена на некоторых изобразительных источниках того времени. Так, четыре задние панели т. н. «рижской» деревянной резной скамьи 1360-х годов из церкви Святого Николая в Штральзунде (Мекленбург-Передняя Померания, Германия) изображают традиционные занятия новгородцев (пушной промысел, бортничество) и взаимодействие ганзейских купцов с новгородцами последние изображены с косами, заплетёнными из волос на голове и бороды (и на голове, и на бороде новгородцы носят две косы). С косами на голове и бороде изображён новгородец на деревянной панели, находившейся в любекской церкви Девы Марии, и притом на голове как минимум две косы, в то время как борода заплетена в четыре косы. Скульптура новгородца из главного алтаря Мариацкого костела в Кракове и вовсе изображает новгородца с заплетёнными в косы усами. На нижней половине написанной около 1476 г. иконы «Деисус» изображены молящиеся новгородцы, у каждого из запечатлённых мужчин на плечи спускается заплетённая коса. О моде на косы у мужчин пишет и фламандский дипломат Жильбер де Ланнуа в своих воспоминаниях 1413—1414 гг.: «дамы имеют две косы из своих волос, свисающие за спиной и мужчины одну косу». После присоединения Новгорода к Московскому княжеству мода на косы, по видимому, исчезает (не в последнюю очередь из-за депортации многих новгородцев на земли Московского княжества и заселением Новгорода москвитянами): на скульптуре русского купца 1496 гола из той же любекской церкви Девы Марии он обладает бородой без кос, а волосы — средней длины.
Однако информации о женских причёсках очень мало, как и в изобразительных, так и письменных источниках. Судить о некоторых их деталях можно при сопоставлении данных археологии, этнографии и аутентичных письменных и изобразительных источников.
Самой популярной девичьей причёской, несомненно, была коса. Однако в отличие от более позднего времени, когда незамужние девушки носили одну косу, в рассматриваемый период они, вероятно, могли носить и несколько кос. Так, фламандский дипломат Жильбер де Ланнуа, будучи в Новгороде начала XV века, описывает новгородок (очевидно девушек), носящих две косы сзади. Помимо височных колец, косы украшались тканевыми накосниками с металлическими украшениями, фрагменты которых сохранились в некоторых древнерусских погребениях. Археологические находки, датируемые XI—XII веками, свидетельствуют о том, что косы являлись частью единого головного убора вместе с головными украшениями. По-видимому, помимо кос, девушки ходили и с распущенными волосами, о чём свидетельствуют и поздние изобразительные источники.
Замужние женщины скрывали свои волосы головными уборами. По-видимому, причёска из косы, завёрнутой вокруг головы, бывшая основной у русских, была известна и в Древней Руси. Так, в захоронении XII века из Минска, по-видимому, принадлежавшей княжне, погребённой в свадебном уборе, вокруг головы под фатой была уложена искусственная коса из кожи и ткани.

## Сословные различия

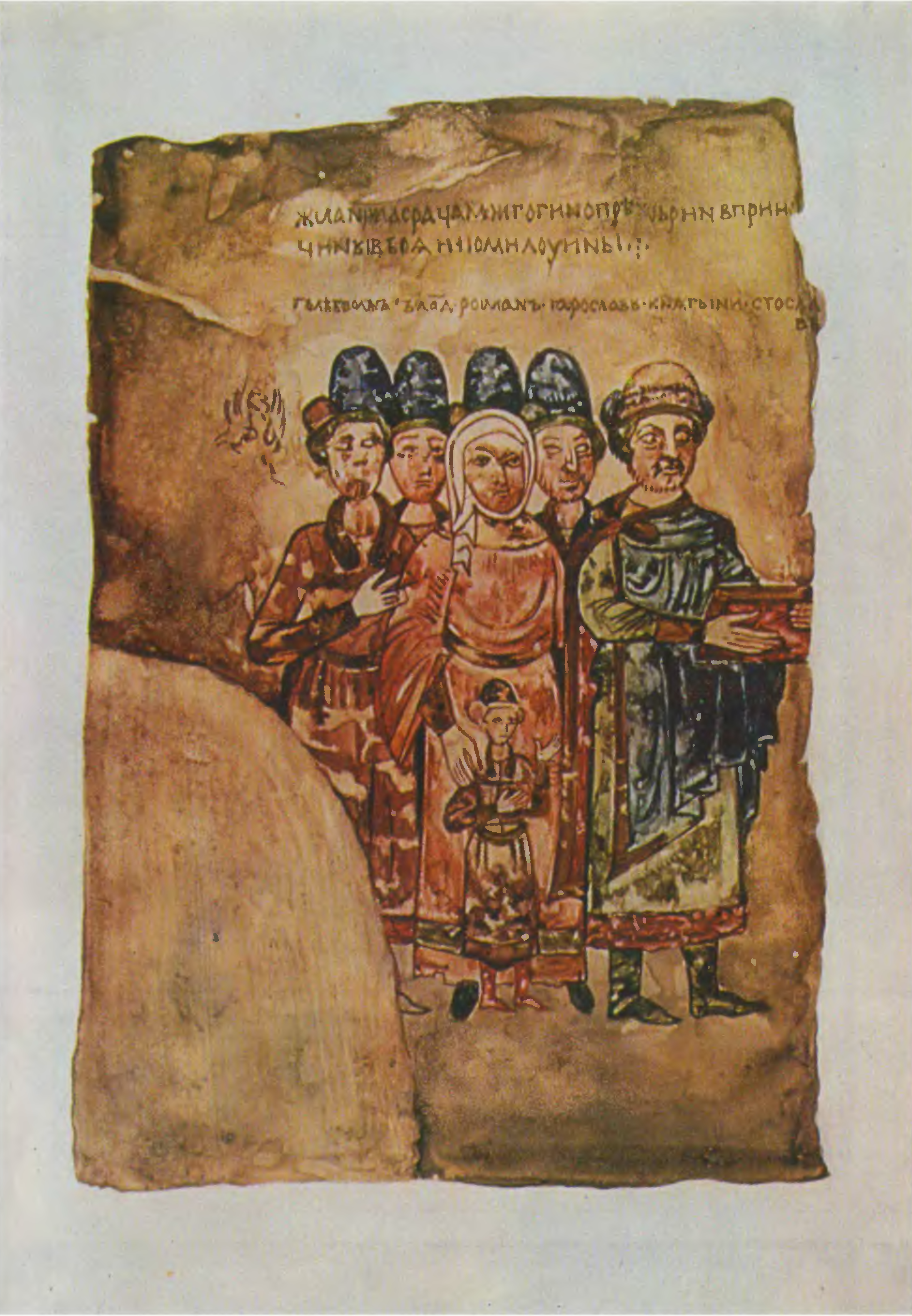
Заглавный лист «Изборника Святослава» 1073 г. Изображён сам Святослав Ярославич (крайний справа, с усами) и его семья, в их числе его жена, Ода Штаденская, сыновья Глеб, Олег, Давыд и др.

Крестьянская одежда XIII—XV веков, очевидно, сохраняла прежний облик, судя по находкам из курганов. Кожухи простолюдинов были овчинные и нагольные, то есть выходившие кожой наружу, изготовлялись из грубо выделанной кожи. Известны находки лаптей, в частности, из курганов вятичей.
Одежда древнерусских горожан IX—XIII вв. сформировалась на основе одежды селян. Впрочем, не исключено и влияние на одежду городских простолюдинов костюма знати, поскольку элементы культуры, распространённые в среде правящей элиты со временем становились достоянием общерусской культуры (что было также характерно и в позднейшие времена: во времена Московской Руси и императорской России); это обусловлено тем, что именно социальная верхушка, помимо выстраивания тех или иных экономических или политических путей развития общества в целом, также оказывала влияние и на материальную культуру.
Одежда древнерусской домонгольской знати отличалась торжественностью и богатством украшений, в великокняжеское время в украшениях костюма стали обильно появляться золотые и серебряные украшения, покрытые чернью и эмалью. Характерным признаком одежды знати была одежда из тканей, шитых золотом: в Повести временных лет упоминается, что воеводе Ярославу Мудрого, предводителю варяжской дружины Якуну принадлежала «луда  <…> златомъ истькана». Кроме того, одежда знати украшалась имитациями драгоценных камней из пластинок цветного стекла. После крещения Руси в 988 году одежда знати становится византийского типа, в целом византийское влияние на русскую одежду увеличивается. Хотя имеются основания полагать, что византийское влияние могло проявляться и раньше, в связи с открытием торговых путей: так, ещё в Рюриковом городище (Великий Новгород), датирующимся IX—X вв., среди преобладающих находок варяжского происхождения есть и немногочисленные византийские (среди предметов одежды и аксессуаров к ним относятся перстни, кресты и пряжки поясов), а по данным письменных историков политические и военные контакты русичей и Византии прослеживаются ещё с 830—840-х годов, а регулярными они становятся со второй половины XI века. Восприятие византийской одежды древнерусской знатью также входит в рамки своеобразного культурного феномена, характерного для раннесредневековых «варварских» государств Европы — «imitatio imperii» — молодые государственные образования подражали наследникам древнего Рима: Византии и позднее Каролингской империи, встраиваясь в их политическую систему, в том числе и ради повышения легитимности своей знати в виде получения особых знаков из рук императора. Сами византийцы, однако, относились к подобной практике негативно, считая, что таким образом «варвары» принижают роль их империи и повышают свой собственный политический статус. Помимо византийского влияния, как уже было указано выше, на одежду знати оказывала одежда скандинавов: уже в IX—X вв. скандинавские воины и купцы интегрировались в древнерусскую элиту, привнеся с собой в том числе характерные предметы одежды и металлические украшения, а также стеклянные и янтарные бусы.
Одной из отличительных черт костюма знати, в частности, княжеской одежды служил плащ-корзно, своего рода аналог королевской мантии (в одной из древнерусских летописей[какой?] плащ Аттилы называется корзном напрямую). Корзно, одевавшееся поверх свиты, закреплялось на правом плече фибулой (таким образом правая рука была свободна, а левая была прикрыта полой плаща) и доходило почти до пят. Изготавливалось оно из ярких византийских материй, могло подбиваться мехом. Хотя подавляющее большинство упоминаний в письменных источниках данного типа плаща связано именно с князьями, некоторые из этих источников позволяют предположить, что корзно был более распространённым предметом одежды. Хотя, по-видимому и дорогим: в вышеупомянутой грамоте №638 среди всего прочего, отмечается, что пошив корзна стоил гривну. Исключительно княжеским предметом одежды среди разновидностей плащей был, по-видимому, упоминаемый в завещании Ивана Калиты «коцъ великий» обладает бармами. После крещения Руси, по-видимому, была заимствована корона-венец, во многом схожая с коронами византийских императоров — закрытой стеммой и открытым стефаносом. Доподлинное применение такой короны ещё неизвестно. Уже в постмонгольской Руси основной инсигнией великокняжеской, а затем царской власти, стала шапка, инкрустированная драгоценными камнями, отороченная соболем, и чья основная поверхность выполнена из золота. Первым образцом такой регалии считается шапка Мономаха, по образцу которой в XVI—XVII вв. было создано несколько экземпляров подобных шапок. Кожухи знати, в отличие от простолюдин, изготовлялись из мягкой и хорошо выделанной кожи, окрашенной в различные цвета, покрывались дорогими тканями, украшались вышивкой, жемчугами и драгоценными камнями. Не исключено, что знатные люди могли щеголять в такой меховой одежде для престижа, в том числе не в холодное время года.
Венцы (коруны) из драгметаллов и с инкрустацией драгоценными камнями также обнаруживаются и в женских знатных древнерусских погребениях и киевских домонгольских кладах: находки представляют собой остатки головных уборов, сделанные на проволочном каркасе. По-видимому, они были предметом гардероба знатных горожанок, в частности, княгинь и боярынь.